# Władcy Tyrolu

## Hrabstwo Tyrolu

### Dynastia Albertynów
| # | Imię       |          | Lata życia | Lata życia           | Czas rządów  | Czas rządów          | Rodzice                           |
| # | Imię       | Urodzony | Zmarł      | Od                   | Do           |                      | Rodzice                           |
| - | ---------- | -------- | ---------- | -------------------- | ------------ | -------------------- | --------------------------------- |
| 1 | Albert I   |          | ok. 1055   | ok. 1110/1125        | ok. 1096     | ok. 1125             | Albert I Berta                    |
| 3 | Albert II  |          | ?          | 24 stycznia ok. 1165 | ok. 1125     | 24 stycznia ok. 1165 | Albert I Adelajda                 |
| 4 | Bertold I  |          | ?          | 7 marca 1180         | ok. 1165     | 7 marca 1180         | Albert II Adelajda                |
| 5 | Bertold II |          | ?          | 28 grudnia 1181      | 7 marca 1180 | 28 grudnia 1181      | Bertold I Agnieszka von Ortenburg |
| 6 | Henryk I   |          | ?          | 14 czerwca 1190      | 7 marca 1180 | 14 czerwca 1190      | Bertold I Agnieszka von Ortenburg |
| 7 | Albert III |          | 1180       | 22 lipca 1253        | 1202         | 22 lipca 1253        | Henryk I Agnieszka von Wangen     |

### Dynastia Meinhardynów
| #  | Imię                 |          | Lata życia | Lata życia                           | Czas rządów     | Czas rządów              | Rodzice                           |
| #  | Imię                 | Urodzony | Zmarł      | Od                                   | Do              |                          | Rodzice                           |
| -- | -------------------- | -------- | ---------- | ------------------------------------ | --------------- | ------------------------ | --------------------------------- |
| 8  | Meinhard I           |          | ok. 1193/4 | 22 lipca 1258                        | 22 lipca 1253   | 22 lipca 1258            | Engelbert III Matylda von Andechs |
| 9  | Meinhard II Tyrolski |          | ok. 1239   | ok. 30 października 1295 Greifenburg | 22 lipca 1258   | ok. 30 października 1295 | Meinhard I Adelajda               |
| 10 | Albert IV            |          | ok. 1240   | 1 kwietnia 1304                      | 22 lipca 1258   | 1271                     | Meinhard I Adelajda               |
| 11 | Otto                 |          | ok. 1265   | 25 maja 1310                         | 1295            | 25 maja 1310             | Meinhard II Tyrolski Elżbieta     |
| 12 | Ludwik               |          | ?          | 1305                                 | 1295            | 1305                     | Meinhard II Tyrolski Elżbieta     |
| 14 | Henryk II            |          | ok. 1265   | 2 kwietnia 1335                      | 1295            | 2 kwietnia 1335          | Meinhard II Tyrolski Elżbieta     |
| 15 | Małgorzata Maultasch |          | 1318       | 3 października 1369 Wiedeń           | 2 kwietnia 1335 | 18 września 1361         | Henryk II Adelajda Brunszwicka    |

### Dynastia luksemburska
| #  | Imię                    |          | Lata życia     | Lata życia        | Czas rządów     | Czas rządów      | Rodzice                                |
| #  | Imię                    | Urodzony | Zmarł          | Od                | Do              |                  | Rodzice                                |
| -- | ----------------------- | -------- | -------------- | ----------------- | --------------- | ---------------- | -------------------------------------- |
| 16 | Jan Henryk Luksemburski |          | 12 lutego 1322 | 12 listopada 1375 | 2 kwietnia 1335 | 1 listopada 1341 | Jan Luksemburski Elżbieta Przemyślidka |

### Dynastia Wittelsbachów
| #  | Imię                  |          | Lata życia    | Lata życia                 | Czas rządów      | Czas rządów      | Rodzice                                |
| #  | Imię                  | Urodzony | Zmarł         | Od                         | Do               |                  | Rodzice                                |
| -- | --------------------- | -------- | ------------- | -------------------------- | ---------------- | ---------------- | -------------------------------------- |
| 17 | Ludwik Bawarski       |          | maj 1315      | 18 września 1361 Zorneding | 10 lutego 1342   | 18 września 1361 | Ludwik IV Bawarski Beatrycze świdnicka |
| 18 | Meinhard III Tyrolski |          | 9 lutego 1344 | 13 stycznia 1363           | 18 września 1361 | 13 stycznia 1363 | Ludwik V Bawarski Małgorzata Maultasch |

### Dynastia Habsburgów
Numeracja panujących zgodna z władcami Austrii
| #  | Imię                  |          | Lata życia                                      | Lata życia                  | Czas rządów      | Czas rządów      | Rodzice                               |
| #  | Imię                  | Urodzony | Zmarł                                           | Od                          | Do               |                  | Rodzice                               |
| -- | --------------------- | -------- | ----------------------------------------------- | --------------------------- | ---------------- | ---------------- | ------------------------------------- |
| 19 | Rudolf IV Założyciel  |          | 1 listopada 1339 Wiedeń                         | 27 lipca 1365 Mediolan      | 13 stycznia 1363 | 27 lipca 1365    | Albrecht II Kulawy Joanna von Pfirt   |
| 20 | Albrecht III Habsburg |          | między 18 listopada 1349 a 16 marca 1350 Wiedeń | 29 sierpnia 1395 Laxenburg  | 27 lipca 1365    | 25 września 1379 | Albrecht II Kulawy Joanna von Pfirt   |
| 21 | Leopold III Habsburg  |          | 1 listopada 1351 Wiedeń                         | 9 lipca 1386 Sempach        | 27 lipca 1365    | 9 lipca 1386     | Albrecht II Kulawy Joanna von Pfirt   |
| -  | Albrecht III Habsburg |          | między 18 listopada 1349 a 16 marca 1350 Wiedeń | 29 sierpnia 1395 Laxenburg  | 9 lipca 1386     | 1392             | Albrecht II Kulawy Joanna von Pfirt   |
| 22 | Leopold IV Habsburg   |          | 1371                                            | 3 czerwca 1411 Wiedeń       | 1392             | 14 września 1406 | Leopold III Habsburg Viridis Visconti |
| 23 | Fryderyk IV Habsburg  |          | 1382                                            | 24 czerwca 1439 Innsbruck   | 14 września 1406 | 24 czerwca 1439  | Leopold III Habsburg Viridis Visconti |
| 24 | Zygmunt Habsburg      |          | 26 października 1427 Innsbruck                  | 4 marca 1496 Innsbruck      | 24 czerwca 1439  | 19 marca 1490    | Fryderyk IV Habsburg Anna Brunszwicka |
| 25 | Maksymilian I         |          | 22 marca 1459 zamek w Wiener Neustadt           | 12 stycznia 1519 zamek Wels | 19 marca 1490    | 19 sierpnia 1493 | Fryderyk III Habsburg Eleonora Aviz   |

## Książęce hrabstwo Tyrolu
1493 - podniesienie Tyrolu do rangi księstwa.

### Dynastia Habsburgów
| #    | Imię                     |          | Lata życia                            | Lata życia                      | Czas rządów      | Czas rządów      | Rodzice                                   |
| #    | Imię                     | Urodzony | Zmarł                                 | Od                              | Do               |                  | Rodzice                                   |
| ---- | ------------------------ | -------- | ------------------------------------- | ------------------------------- | ---------------- | ---------------- | ----------------------------------------- |
| (25) | Maksymilian I            |          | 22 marca 1459 zamek w Wiener Neustadt | 12 stycznia 1519 zamek Wels     | 19 sierpnia 1493 | 12 stycznia 1519 | Fryderyk III Habsburg Eleonora Aviz       |
| 26   | Karol V Habsburg         |          | 24 lutego 1500 Prinsenhof, Gandawa    | 21 września 1558 Klasztor Yuste | 12 stycznia 1519 | 21 kwietnia 1521 | Filip I Piękny Joanna Szalona             |
| 27   | Ferdynand I Habsburg     |          | 10 marca 1503 Alcalá de Henares       | 25 lipca 1564 Wiedeń            | 21 kwietnia 1521 | 25 lipca 1564    | Filip I Piękny Joanna Szalona             |
| 28   | Ferdynand II Habsburg    |          | 14 czerwca 1529 Linz                  | 24 stycznia 1595 Innsbruck      | 25 lipca 1564    | 24 stycznia 1595 | Ferdynand I Habsburg Anna Jagiellonka     |
| 29   | Rudolf II Habsburg       |          | 18 lipca 1552 Wiedeń                  | 20 stycznia 1612 Praga          | 24 stycznia 1595 | 25 czerwca 1608  | Maksymilian II Habsburg Maria Hiszpańska  |
| 30   | Maciej Habsburg          |          | 24 lutego 1557 Wiedeń                 | 20 marca 1619 Wiedeń            | 25 czerwca 1608  | 20 marca 1619    | Maksymilian II Habsburg Maria Hiszpańska  |
| -    | Maksymilian III Habsburg |          | 12 października 1558 Wiener Neustadt  | 2 listopada 1618 Wiedeń         | 1602             | 2 listopada 1618 | Maksymilian II Habsburg Maria Hiszpańska  |
| 31   | Leopold V                |          | 9 października 1586 Graz              | 13 września 1632 Schwaz         | 1619             | 13 września 1632 | Karol Styryjski Maria Anna Bawarska       |
| 32   | Ferdynand Karol          |          | 17 maja 1628 Innsbruck                | 30 grudnia 1662 Kaltern         | 13 września 1632 | 30 grudnia 1662  | Leopold V Habsburg Klaudia Medycejska     |
| -    | Klaudia Medycejska       |          | 4 czerwca 1604 Florencja              | 25 grudnia 1648 Innsbruck       | 13 września 1632 | 1646             | Ferdynand I Medyceusz Krystyna Lotaryńska |
| 33   | Zygmunt Franciszek       |          | 28 listopada 1630 Innsbruck           | 25 czerwca 1665 Innsbruck       | 30 grudnia 1662  | 25 czerwca 1665  | Leopold V Habsburg Klaudia Medycejska     |

Od 1665 - władcy Tyrolu tożsami z władcami Austrii.